# Джонс, Деннис (мотоциклист)
Деннис «Джона» Джонс (англ. Dennis "Jonah" Jones; род. 1945, Сметвик, Великобритания) — британский мототриалист, вице-чемпион мира по мототриалу 1969 года.

## Биография и спортивная карьера
Деннис Джонс, более известный в мотосреде как «Джона», родился в 1945 году в Сметвике (тогда город находился в графстве Стаффордшир, сегодня — в Уэст-Мидлендс). Его интерес к мотоциклам вырос из дружбы с Фрэнком Хипкином, профессиональным мотогонщиком и основателем мотоциклетного бренда Sprite. Хипкин производил мотоциклы Sprite с начала 1960-х годов как кит-комплекты, а не полностью собранные машины, чтобы избежать существовавшего с 1940 по 1973 год в Великобритании налога на покупку предметов класса «люкс».
В первой половине 1960-х Джонс уже ездил на любительском уровне на DMW и Greeves в различных триалах, проводившихся Любительской мотоциклетной ассоциацией Великобритании (Amateur Motorcycling Association, AMCA). В 1964 году Джонс купил у Фрэнка Хипкина сделанную им раму Sprite и установил на неё мощный двигатель Cotton 246cc 37A Villiers. Несмотря на то, что в соревнованиях мотоцикл был заявлен как Cotton, фактически это был первый триальный мотоцикл Sprite. На этом Cotton Джонс принял участие в первых профессиональных триальных соревнованиях - Scottish Six Days 1965 года и закончил их 16-м.
С 1965 по 1968 год Джонс успешно выступал на локальных триалах, в основном в Великобритании, продолжая выступать на всё том же модифицированном Sprite. В 1968 году он впервые стартовал на международных соревнованиях, приняв участие в триале в Сан-Пеллегрино-Терме (Италия) на мотоцикле Greeves и заняв итоговое 6-е место. Наиболее успешными для него становились заезды Scottish Six Days (в 1967-м он занял на них 3-е место).
В 1969 году Денис Джонс пересаживается на Suzuki ипроводит свой первый и единственный сезон в Чемпионате Европы (позже — мира) по мототриалу. Начало у Джонса получилось блестящее —  он выиграл два первых этапа, в Швейцарии и Франции, но слабое окончание сезона позволило ему стать лишь вице-чемпионом, уступив титул Дону Смиту. Благодаря яркому дебюту Джонс стал одним из рекламных лиц Suzuki и заводским гонщиком команды. Тем не менее, Джонс больше не выступал на международных соревнованиях, сосредоточившись на британских триалах. Разорвав контракт с Suzuki, он вернулся к Sprite, на котором выступал до 1972 года, но уже с меньшим успехом.
В 1972-м Джонс завершил гоночную карьеру и сосредоточился на транспортном бизнесе. Изначально он занимался доставкой мебели в школы Шотландии, впоследствии развил компанию до международного уровня. Сегодня Джонс живёт в Испании, куда эмигрировал в 2005 году, в городе Пуэрто де Кабопино, по-прежнему руководя транспортной компанией.

## Результаты выступлений в Чемпионате Европы (мира) по мототриалу
| Год  | Мотоцикл | 1     | 2     | 3     | 4     | 5     | 6   | Место | Очки    |
| ---- | -------- | ----- | ----- | ----- | ----- | ----- | --- | ----- | ------- |
| 1969 | Suzuki   | SUI 1 | FRA 1 | GER 3 | BEL 4 | GBR 7 | SWE | 2     | 48 (52) |